# Revoluções de 1905-1911
As Revoluções de 1905-1911 ocorreu no rescaldo da Guerra Russo-Japonesa e da Revolução Russa de 1905. Foi a primeira onda revolucionária desde a Revolução de 1848 e afetou mais de um quarto da população mundial..
Estas revoluções compartilhada certas características. Eles aconteceram fora das contemporâneas grandes potências, com exceção do Império Russo, que teve sua estatura abalada pela guerra com o Império do Japão. Estas nações eram frequentemente governados por autocratas ou, no caso da Revolução Argentina de 1905, uma oligarquia enraizada. Com poucas exceções, as revoluções foram conduzidos por uma classe relativamente pequena de modernos intelectuais educados em um país majoritáriamente analfabeto ou não-industrializado. Se qualquer ideologia compartilhada poderia ser atribuída a eles, seria positivismo. Eles tinham uma forte fé na ciência e tecnologia, acreditando que será a cura para todos os males nacionais (pobreza, o imperialismo, e a falta de democracia) e, muitas vezes parecia a Restauração Meiji japonesa como um modelo para a rápida industrialização, como o "Grupo Japonês"(Ομάς Ιαπώνων) na Revolta grega de Goudi.
A maior razão para que estas revoluções se espalharem tão rapidamente como em cantos distantes do mundo foi o telégrafo que permitiu a rápida transmissão de notícias. Outra razão foi a melhora com o transporte ferroviário de passageiros e de confiança que permitiu que os revolucionários de compartilhassem ideias e conselhos. Eles muitas vezes inspiraram uns aos outros como os "Jovens Turcos" na Revolução Portuguesa de 1910.
A estratégia dos revolucionários é a vitória sobre a burguesia e a classe trabalhadora, no entanto estas classes tendem a ser muito pequenas em sua maioria rural, os estados não-industrializados. Eles praticamente não existia, como no caso da Revolução Constitucional Persa e da Revolução Chinesa de 1911. Mais importante foi a deserção de oficiais subalternos no exército, porque eles tendem a ser educado de forma moderna com uma menor percentagem de aristocratas. A revolução tem o mínimo de apoio de proprietários rurais (nobreza rural) e do clero (no caso da China, os letrados de Confúcio), como o clero tendem a práticas da nobreza rural. Essas elites agrárias tinha laços estreitos com o governo e eram hostis à reforma agrária e do clero via os intelectuais como rivais. Houve muitas vezes forte anticlericalismo como na Revolução Mexicana. As contribuições dos camponeses, que muitas vezes eram a maior parte da população, foi geralmente ignorado.
Essas revoluções, com exceção da Argentina, fez sucesso inicial rápido. Eles muitas vezes forçaram a renúncia de ditadores e monarcas ou restringido-lhes seus poderes constitucionalmente. Os revolucionários dominaram os parlamentos recém-eleitos. No entanto, eles prometeram mais do que podiam oferecer levando muitos adeptos desiludidos. Alguns tornaram-se apáticos, ou mesmo se a contra-revolução. Alguns revolucionários, como os "Jovens Turcos", a democracia foi abandonada e tentou impor uma revolução feita pela elite. Na maioria dos casos, os revolucionários chegaram a um compromisso com o antigo regime tão certos programas para o progresso do país continuariam como a educação pública.
No mundo colonizado, este foi o período do despertar de movimentos nacionalistas, como na Indonésia e na Índia.